# Дарияна Куманова
Дарияна Куманова е българска поп певица, живееща в Италия.

## Биография
Родена е във Велико Търново. Завършва музикално училище в София със специалност цигулка и Музикалната академия в София, специалност пеене.  Специализира в Италия История на изкуството в университета за чужденци в Перуджа. От 1996 година живее и работи в Милано като джаз певица и преподавател. Работи с Франко Калифано и две поредни години участва в Умбрия джаз фестивал, където открива концертите на Чик Кърия. От 2009 година е доцент в академията на Санремо, където обучава младите кандидати за фестивала Санремо.
Дарияна работи с италиански музикални продуценти като Николо Фраджиле (продуцент на Мина, Ерос Рамацоти, Тициано Феро), Мауро Пагани (продуцент на Кристиано Де Андре, Ариза, Масимо Раниери и др.). Мауро Пагани е и музикалният директор на фестивала Санремо. С него Дарияна има много проекти, един от които излиза по кината – саундтрак на филма „Сибирско възпитание“, на режисьора Габриеле Салваторес, в главната роля Джон Малкович.  От началото на лятото на 2013 г. филмът е по всички европейски екрани, а от септември 2013 г. – в Канада и Америка. През юни 2013 г. саундтракът печели наградата на критиката и журналистите в Италия (Чак Д’Оро), изпреварвайки самия Енио Мориконе. Най-голямото признание идва с номинацията за най-добра оригинална песен и най-добър саундтрак за наградите „Давид на Донатело“ (известни като италианските Оскари).  Дарияна е приета от Президента на Италия – Наполитано, който лично ѝ връчва специална грамота. С Мауро Пагани имат поръчки за известни рекламни джънгъли.
Дарияна преподава на изпълнители в Италия, като Ариза, която печели Санремо и е жури в Х-фактор Италия. Мадалина Генеа, актриса и модел (главна роля във филма „Дом Хемингуей“, с Джъд Лоу, „Солити Идиоти“ комедия, „Рацабастарда“ с Алесандро Гасман),
Симонета Спири (финалистка в „Амичи“),
Представителят на Литва в Конкурса за песен на Евровизия 2013 Андрюс Появис е също ученик на Дарияна. 
Дарияна има музикално училище в Милано, както и е съдружник в звукозаписно студио (Масиве Артс Студио), където записват имена от международната сцена (Лана Дел Рей, Блек Ай Пис, Касабиан, Орнела Ванони, Лоредана Берте, Емма Мароне).
Дарияна е една от изпълнителките в дуета от близкото минало „Модел 22“. Другата певица е Нора Дончева, известна от участието си в „Х-фактор“. Дарияна има и дует със Силвия Кацарова. Песента „Моето име е любов“ е представена пред публиката в зала 1 на НДК на концерта на Силвия Кацарова през май 2012 г. Видеоклипът към песента е записан във Виетнам от режисьора и екипа на „Х-фактор“ – Виетнам.